# Ōki (Fukuoka)
Ōki (wörtlich: großer Baum; jap. 大木町 Ōki-machi, deutsch ‚Stadt Ōki‘, englisch Oki Town/Town of Oki) ist die seit 2005 letzte verbliebene Gemeinde im Landkreis (-gun) Mizuma in der Präfektur (-ken) Fukuoka in Japan.

## Geschichte
Die Stadt Ōki entstand während der Großen Shōwa-Gebietsreform 1955 durch die Fusion der drei Dörfer (村 -mura) Ōmizo (大溝), Kisaki (木佐木) und Ōi (大莞).

## Angrenzende Städte und Gemeinden
- Ōkawa
- Chikugo
- Yanagawa
- Kurume

## Söhne und Töchter der Stadt
- Goichi Matsunaga